# Miracles: The Holiday Album
Miracles: The Holiday Album é o primeiro álbum natalino do saxofonista Kenny G. Foi lançado pela Arista Records em 1994, e alcançou o topo do Billboard 200, tops de Álbuns de Jazz Contemporâneos e Álbuns de R&B/Hip-Hop.

## Faixas
1. "Winter Wonderland" – 3:00
2. "White Christmas" – 2:59
3. "Have Yourself A Merry Little Christmas" – 3:54
4. "Silent Night" – 3:44
5. "Greensleeves" – 3:26
6. "Miracles" – 2:30
7. "Little Drummer Boy" – 4:02
8. "The Chanukah Song" – 2:28
9. "Silver Bells" – 3:57
10. "Away In A Manger" – 2:36
11. "Brahms Lullaby" – 3:13

## Singles
Informações tiradas desta fonte.
| Top                         | Título                                   | Melhor posição |
| --------------------------- | ---------------------------------------- | -------------- |
| Música Adulta Contemporânea | "Have Yourself a Merry Little Christmas" | 26             |